# Batista Lima
Batista Lima, nome artístico de Cícero Batista de Lima (Serra Talhada, 6 de maio de 1976), é um cantor, compositor e produtor musical brasileiro. Tornou-se notório por sua passagem pela banda Limão com Mel, ficando a frente da banda por mais de 20 anos, na qual gravou grandes sucessos de sua carreira. Possui uma carreira de mais de 30 anos. Atualmente segue em carreira solo. É irmão do também cantor Edson Lima.

## Biografia
Batista Lima nasceu em Serra Talhada, município do estado de Pernambuco em 6 de maio de 1976. Começou na carreira musical muito cedo, aos 13 anos de idade, Batista escreveu suas primeiras composições. Daí em diante, começou em grupos musicais da cidade, onde soltou a voz em escolas, sítios e pequenos eventos. Aos 15 anos de idade, começou a cantar em algumas bandas regionais da  cidade onde morava.
No início da década de 90, passou a morar em Salgueiro, sendo assim convidado pelo empresário José Ivan (Gibson) para integrar no grupo Destak Musical e logo depois, passou a cantar na banda Swing Musical do empresário Maurílio Sampaio.
Em 1993, ingressou na banda de baile Talismã Musical, que depois de um ano, a banda baile mudou o nome para Limão com Mel, projeto que o fez decolar no cenário musical e alcançou o sucesso nacional.
Em 2000, passou a liderar a linha de frente e a produção musical da banda. O mesmo produziu 26 álbuns da Limão como mel e 8 DVDs como produtor musical até a sua saída em 2014.
Na Limão com Mel, Batista gravou grandes sucessos na sua voz, que o fez ganhar notoriedade nacional com as músicas "Toma Conta de Mim", "E Tome Amor", "Um Amor de Novela", "Vivendo de Solidão", "Minha Vida sem Você". Essas músicas trouxeram exposição nacional nos anos 90 e começo dos 2000 entre outras. Também cantou ao lado de artistas como Alcione, Pholhas e tierry entre outros.
Em 2014, Lima se desliga do grupo após 22 anos, para seguir carreira solo. No mesmo ano, lançou seu primeiro álbum.
Em 2015, foi realizado em Salgueiro, Pernambuco, a gravação do seu primeiro DVD, intitulado "Só Você e Nada Mais". 